# جائزة فيكتور غولانكز
جائزة فيكتور غولانكز هي جائزة دولية لحقوق الإنسان تمنحها جمعية الشعوب المهددة. سميت على اسم السير فيكتور غولانكز الإنساني البريطاني. تُمنح الجائزة في غوتينغن.

## الفائزون
- 2000: جمعية أمهات سريبرينيتشا وزيبا، البوسنة والهرسك، لعملهما في التعرف على ضحايا الإبادة الجماعية في سريبرينيتشا.
- 2001: زينب غاشاجيوا وليبكان باساجوا، الشيشان، لعملهما الإنساني وتوثيق الجرائم في الشيشان.
- 2003: جمعية سجينات معسكرات الاعتقال البوسنيات السابقات، البوسنة والهرسك، لعملهن الإنساني للناجيات من معسكرات الاعتقال الصربية وتنظيم حملات الاغتصاب في الحرب، وأرامل برزان تل، العراق، لعملهن من أجل عائلات ضحايا مجزرة برزان - طال.
- 2004 ليبكان باسيفا، الشيشان.
- 2005 سيرجي أداموفيتش كوفاليوف، روسيا، لتوثيقه للجرائم الروسية في الشيشان وعمله داخل منظمة ميموريال. ومصطفى دزيميليف لعمله لتتار القرم.
- 2008: حليمة بشير، غرب السودان - دارفور، لعملها من أجل شعب دارفور. جوفان ديفجاك للعمل الإنساني للأطفال في سراييفو.
- 2009: ميموريال، روسيا.[2][3]
- 2014: برنارد كوشنير وزير الخارجية الفرنسي السابق وأحد مؤسسي منظمة أطباء بلا حدود، تقديراً لالتزامه الدائم الذي لا يتزعزع بمكافحة الجرائم ضد الإنسانية.[4]